# Vlag van Glarus

Vlag van Glarus

De vlag van Glarus is de vlag van het kanton Glarus in Zwitserland. De vlag is vierkant en toont Fridolin van Säckingen op een rood veld. De Heilige Fridolin was in de 6e eeuw een missionaris en heeft een van de momenteel oudste kloosters van Duitsland gesticht, in zijn sterfplaats Bad Säckingen. Fridolin is de beschermheilige van Glarus.